# 小孢花耳
小孢花耳（学名：Dacrymyces microsporus）是属于花耳目花耳科花耳属的一种真菌，生长在阔叶树朽木上。该种分布于中国、芬兰、瑞典。